# 竇明
竇明（1476年—1539年），字惟遠，號晴山，山西沁州武鄉縣人，民籍，明朝政治人物。

## 生平
山西鄉試第八名舉人。正德六年（1511年）中式辛未科會試第三百十六名，登第三甲第五十三名進士。六年八月授刑科給事中，因上言弭盗、备边、择将、安民四事，十月下锦衣卫诏狱，後復職，十一年八月升工科右，十二年正月升兵科左，十三年四月升工科都，十四年四月升通政司右参议，
贬出为裕州知州，擢陕西凤翔府知府、陕西按察司副使，嘉靖十三年（1534年）七月升山东右参政，官至陕西右布政使。十八年己亥入觐，以疾卒。

## 家族
曾祖竇成；祖父竇振；父竇子文，曾任巡檢。前母房氏；母馬氏。慈侍下。